# 상주대학교
상주대학교(尙州大學校, Singju National University)는 대한민국 경상북도 상주시에 있었던 국립 산업대학이다. 2008년 경북대학교와 통합되어 경북대학교 상주캠퍼스가 되었다.

## 연혁
- 1921년 4월 25일 상주공립농잠학교 개교
- 1946년 9월 상주공립농잠중학교로 개편
- 1950년 5월 상주농잠고등학교로 중학교와 분리 개편
- 1969년 3월 상주농잠고등전문학교로 개편
- 1974년 3월 상주농잠전문학교로 개편
- 1977년 9월 1일 국립 이관
- 1979년 1월 1일 상주농잠전문대학으로 승격
- 1980년 11월 4일 상주시 가장동으로 이전 승인
- 1981년 4월 25일 개교 60주년 기념탑 건립
- 1982년 3월 상주농업전문대학으로 개칭
- 1991년 3월 1일 상주산업대학으로 개편 및 가장동 이전
- 1993년 3월 1일 상주산업대학교로 개칭
- 1999년 3월 상주대학교로 개칭
- 2001년 4월 25일 개교 80주년
- 2008년 3월 1일 경북대학교와 통합하여 국립 경북대학교로 출범, 상주대학교는 경북대학교 상주캠퍼스로 개편
- 2012년 3월 2일 상주대학교로서의 존속기간 만료. 경북대학교와 홈페이지 통합 운영 시작

## 같이 보기
- 대한민국의 교육